# 3997 Taga
3997 Taga este un asteroid din centura principală, descoperit pe 6 decembrie 1988 de Atsushi Sugie.